# Елена Йенсен
Елена Йенсен (англ. Jelena Jensen; род. 7 октября 1981, Лос-Анджелес, Калифорния) — американская порноактриса
.

## Биография
Родилась 7 октября 1981 года в Лос-Анджелесе.
В мае 2003 года окончила с отличием колледж университета Чэпмена в округе Ориндж, Калифорния и получила степень бакалавра в области современного кинематографического искусства.
Первая фотосессия Елены была опубликована в августе 2003 года в мужском журнале «Клуб». С тех пор она стала работать со многими знаменитыми фотографами, в том числе Сьюзи Рэндалл, Холли Рэндалл, Кеном Маркусом и Ричардом Эйвери. Кроме этого, девушка стала сниматься с использованием бондажа.
Фотографии девушки выходили в журналах Penthouse и специальных выпусках Playboy. Так же Елена участвует в популярном телевизионном шоу PlayboyTV «Totally Busted», где ведущие актрисы фильмов для взрослых заигрывают с прохожими на улицах и за всем происходящим наблюдают скрытые камеры.
В июне 2009 года Елена Йенсен впервые снялась в видео с мужчиной, до этого все сцены были только лесбийского характера.
В 2016 году стала девушкой года порносайта Girlsway.
У неё нет сексуальных предпочтений и она с одинаковым удовольствием может встречаться как с мужчинами, так и с женщинами. Снимается в основном в жанрах solo, лесби, masturbation.
На 2018 год снялась в 285 порнофильмах.

## Факты
- Модель предпочитает вегетарианские блюда и, как сама признаётся, любит картофель фри[6].
- У девушки есть пирсинг на языке.
- В настоящее время Елена в основном занимается поддержкой своего сайта[6].

## Премии и номинации
- 2010 — XBIZ Award — Web Babe of the Year[10]
- 2013 — AVN Award — Best Solo Girl Website[11]

## Публикации
- Журнал Club international (август 2003 г.)
- Журнал Fox (ноябрь 2003 г.)
- Журнал High Society (январь 2004 г.)
- Журнал Playboy (февраль и март 2004 г.)
- Журнал Hustler (апрель 2004 г.)